# Église Saint-Pierre-et-Saint-Paul de Lukavica
Pour les articles homonymes, voir Église Saint-Pierre-et-Saint-Paul.
L'église Saint-Pierre-et-Saint-Paul de Lukavica (en serbe cyrillique : Црква Светих Петра и Павла у Лукавици ; en serbe latin : Crkva Svetih Petra i Pavla u Lukavici) est une église orthodoxe serbe située à Lukavica, dans la municipalité de Tutin et dans le district de Raška, en Serbie. Elle est inscrite sur la liste des monuments culturels de grande importance de la république de Serbie (identifiant no SK 369),,.

## Présentation
Située à proximité immédiate, l'église a été construite au XVIe siècle ou au XVIIe siècle.
Elle se présente comme un édifice très simple, avec des façades enduites de plâtre et un toit à pignon raide recouvert de bardeaux ; elle est dotée d'une abside demi-circulaire qui seule révèle à l'extérieur sa fonction religieuse,. À l'intérieur, l'église est composée d'une nef unique qui, en plus de l'abside qui la prolonge, est précédée d'un narthex constitué plus tardivement,. La nef est dotée d'une voûte en demi-berceau,.
La simplicité de l'architecture abrite en fait un « extraordinaire ensemble peint »,, réalisé en 1647-1648 par deux peintres « de talents différents »,, originaires du nord de la Grèce ; ils ont ainsi représenté de nombreux personnages isolés mais aussi le cycle des grandes fêtes liturgiques en plaçant chaque scène dans un champ séparé entouré d'une bordure ; en revanche, les scènes de la Passion du Christ forment une frise continue,. Les peintres mettent en valeur des détails iconographiques typiques qui sont absents dans la peinture serbes, tels que la représentation des pauvres et la Vision de Daniel dans la scène du Jugement dernier, ou la présence de la Mère de Dieu dans la composition de la Descente de Saint Esprit des apôtres,.
Des travaux de restauration de l'architecture et des fresques ont été réalisés au cours de la période 1967-1971,.